# Anibal Eugenio Vercesi
Anibal Eugenio Vercesi (Serra Azul, 5 de abril de 1946) é um médico, bioquímico, pesquisador e professor universitário brasileiro. 
Comendador e grande oficial da Ordem Nacional do Mérito Científico e membro titular da Academia Brasileira de Ciências, Anibal é professor titular de bioquímica na Universidade Estadual de Campinas.

## Biografia
Anibal nasceu em Serra Azul, no interior paulista, em 1946. Formou-se em medicina na Universidade de Campinas (Unicamp) e, em 1974, pela mesma instituição, obteve o título de doutor em bioquímica. Partiu para os Estados Unidos em dois estágios de pós-doutorado, entre 1976 e 1977 e entre 1979 e 1980, pela Universidade Johns Hopkins.
Sua pesquisa se concentra em metabolismo, bioenergética mitocondrial, homeostase de íons, estresse oxidativo em protozoários, fungos, plantas e mamíferos.
É membro da Sociedade Brasileira de Bioquímica e Biologia Molecular (SBBq), da Academia de Ciências do Estado de São Paulo (Aciesp), da Sociedade Americana de Bioquímica e Biologia Molecular (ASBMB, na sigla em inglês) e da Sociedade Americana de Higiene e Medicina Tropical (ASTMH, na sigla em inglês).